# شعار موناكو
شعار موناكو الحالي اتخذ منذ عام 1886.